# System prawny Niemiec
System prawny Niemiec – w Niemczech obowiązuje system prawny typu kontynentalnego. Obok ogólnego prawa niemieckiego (Bundesdeutsches Recht), w poszczególnych krajach związkowych obowiązują odrębne systemy prawne (Landesrecht).
Prawo niemieckie, obok prawa francuskiego, jest najbardziej wpływowym systemem prawnym w Europie kontynentalnej.

## Historia prawa
Prawo niemieckie ukształtowało się z połączenia germańskich praw plemiennych oraz prawa rzymskiego, ponownie odkrytego w XI wieku. Recepcja miała sprzyjać integracji ziem Cesarstwa, a także wspierać uniwersalistyczne aspiracje cesarzy do zwierzchnictwa nad całym światem chrześcijańskim. W 1495 dekretem cesarza Maksymiliana nastąpiła całkowita recepcja prawa rzymskiego do niemieckiego porządku prawnego. Od tego czasu niemieccy sędziowie mogli orzekać wyłącznie w oparciu o prawo rzymskie. Prawo rzymskie było traktowane jako element jednoczący części składowe cesarstwa. Stało się podstawą niemieckiego prawa powszechnego (Gemeinesrecht).
Po upadku Cesarstwa w wyniku wojen napoleońskich, niemiecki porządek prawny uległ wpływom oświeceniowym. W niektórych krajach niemieckich przyjęto francuski Kodeks cywilny z 1804 r. Spotkało się to z oporem konserwatywnie nastawionych środowisk prawniczych. W pracy O powołaniu naszych czasów do ustawodawstwa i nauki prawa (1815) Friedrich Carl von Savigny wyraził myśl, że prawo jest instytucją, odzwierciedlającą życie i historię narodu. Tym samym kodyfikacje i aktywna działalność ustawodawcza są sztuczne i szkodliwe. Poglądy te stały się podstawą historycznej szkoły prawa. Spór między kodyfikatorami i historycystami trwał do końca XIX stulecia. Jednocześnie rozwinęły się znacznie studia nad prawem rzymskim, prowadzone przez pandektystów.
Zjednoczenie Niemiec w latach 1866–1871 spowodowało ostateczne rozejście się systemów prawnych Austrii i Niemiec.
Pod koniec XIX wieku prowadzone były prace nad stworzeniem jednolitego dla II Rzeszy kodeksu cywilnego. Efekt tych prac – Bürgerliches Gesetzbuch – ostatecznie wszedł w życie 1 stycznia 1900 r.
System prawa cywilnego pozostał w dużej mierze niezmieniony aż do dojścia Adolfa Hitlera do władzy. W latach 1933–1945 niemiecki system prawny był zmieniany zgodnie z programem nazistów. Ustawowo wprowadzono dyskryminację pewnych grup ludności (Żydów, Romów, homoseksualistów), uzależniono sądownictwo od aparatu partyjnego, a w wykładni prawa nakazano odwoływać się do „poczucia narodowosocjalistycznego”.
Po wojnie nazistowskie elementy zostały z systemu prawnego usunięte. W 1949 r. powstały dwa państwa niemieckie, z odrębnymi systemami prawnymi. System prawny Niemiec Zachodnich był kontynuacją porządku prawnego sprzed dojścia Hitlera do władzy. Od lat pięćdziesiątych system prawny stopniowo ulegał rosnącym wpływom procesów integracji europejskiej.
W należącej do bloku wschodniego Niemieckiej Republice Demokratycznej obowiązywał natomiast system prawny typu socjalistycznego, nawiązujący do prawa ZSRR.
Po zjednoczeniu Niemiec w 1990 r. na całym terytorium zaczął obowiązywać system prawny RFN.

## Gałęzie prawa

### Konstytucja Niemiec
Konstytucja Niemiec została uchwalona 23 maja 1949 r. i weszła w życie 24 maja 1949 r. Powojenne Niemcy miały zostać ufundowane na zupełnie innych zasadach niż III Rzesza. Za kluczowe zasady konstytucyjne uznane zostały zasada demokracji, rządy prawa i federacyjna forma państwa.

### Inne gałęzie prawa
Prawo cywilne skodyfikowane jest w Bürgerliches Gesetzbuch (BGB). Jest to kodyfikacja cywilistyczna, na której wzorowano wiele innych kodeksów cywilnych. W przeciwieństwie do wcześniejszego Kodeksu Napoleona, w części ogólnej ustalono pojęcia wspólne dla całego systemu prawa cywilnego, co stało się następnie powszechną praktyką. Poszczególne instytucje prawne są wyraźnie opisane i wyodrębnione. Rozważania pojęciowe zajmują ważne miejsce w praktyce i dogmatyce.
Prawo karne zostało skodyfikowane w kodeksie karnym (Strafgesetzbuch, StGB) z 1871 r. Kodeks podzielony jest na część ogólną, zawierającą normy dotyczące całości prawa karnego, oraz część szczególną, zawierającą poszczególne przestępstwa. Procedura karna uregulowana jest w Strafprozessordnung (StPO).

## Sądownictwo
System sądów powszechnych liczy cztery stopnie. Postępowanie jest dwuinstancyjne. Na najniższym poziomie są sądy lokalne (Amtsgericht, AG). Nad nimi znajdują się kolejno: sądy regionalne (Landgericht, LG), krajowe sądy apelacyjne (Oberlandesgericht, OLG) i Federalny Trybunał Sprawiedliwości (Bundesgerichtshof, BGH). Sądami pierwszej instancji są AG i LG (w zależności od rodzaju sprawy), od wyroku których przysługuje apelacja odpowiednio do LG lub OLG. BGH powołany jest do rozstrzygania istotnych kwestii prawnych.
Do sądów specjalnych należą sądy administracyjne (lokalne, wyższe i Federalny Sąd Administracyjny), sądy finansowe (sąd finansowy, Federalny Trybunał Finansowy), pracy (trybunał pracy, rejonowy odwoławczy trybunał pracy, Federalny Sąd Pracy) oraz ubezpieczeń społecznych (trybunał ubezpieczeń społecznych, rejonowy odwoławczy trybunał ubezpieczeń społecznych, Federalny Trybunał Ubezpieczeń Społecznych).

## Wpływ na inne systemy prawne
Prawo niemieckie miało bardzo duży wpływ na systemy prawne wielu krajów. W średniowieczu, wraz z kolonizacją niemiecką, rozpowszechniało się niemieckie prawo, które było przejmowane przez nowo lokowane miasta w Europie Środkowo-Wschodniej. Najbardziej wpływowe były prawo magdeburskie (zwane niekiedy wprost prawem niemieckim) i prawo lubeckie.
Po recepcji prawa rzymskiego, Niemcy stały się centralnym ośrodkiem badań nad tym prawem (szczególnie szkoła pandektystów). Z Niemiec pochodzili także szeroko znani badacze i teoretycy prawa: Samuel von Pufendorf (jego filozofia prawa natury miała duży oddźwięk we Francji i Wielkiej Brytanii) czy von Savigny (twórca historycznej szkoły prawa). Refleksja nad prawem stanowiła istotną część systemów filozoficznych Kanta czy Hegla.
Niemieckie prawo było traktowane jako wzorcowe w wielu krajach. Szczególnie duży wpływ wywarł BGB. Wzorowano na nim kodyfikacje Japonii (1898), Szwajcarii (1911 i 1912), Turcji (1923), Austrii (zmiany w Allgemeines bürgerliches Gesetzbuch z 1916), Brazylii (1916), Chin (1929), Peru (1936), Włoch (1942), Grecji (1940 i 1946), Holandii (1992).
Prawo niemieckie jest również nauczane poza Niemcami. Niemieckie uniwersytety współpracują z uniwersytetami zagranicznymi, organizując w ich ramach kursy prawa niemieckiego (szkoły prawa niemieckiego). W Polsce takie szkoły organizowane są m.in. na Uniwersytecie Warszawskim (we współpracy z Uniwersytetem w Bonn) czy Uniwersytecie im. Adama Mickiewicza.

## Edukacja prawnicza
W Niemczech istnieje jednolity system edukacji prawniczej, w wyniku której można nabyć uprawnienia do pełnienia funkcji sędziego, prokuratora czy wykonywania zawodu adwokata.
Edukacja prawnicza uregulowana jest w Deutsches Richtergesetz z 1961 r. Ma ona charakter dwustopniowy. Pierwszym stopniem jest edukacja uniwersytecka, a drugim aplikacja.
Tryb studiów na poziomie uniwersyteckim uregulowany jest w dużej mierze na poziomie landów. Landy ustalają nie tylko program studiów, ale również czas ich trwania (choć nie może on być krótszy niż 3,5 roku). Studia kończą się pierwszym egzaminem państwowym, organizowanym przez Ministerstwo Sprawiedliwości bądź Sąd Apelacyjny danego landu. Zdanie egzaminu nie daje żadnych uprawnień zawodowych, lecz pozwala kontynuować naukę na drugim etapie.
Drugi etap edukacji prawniczej obejmuje dwuletnią aplikację. Nadzór nad aplikacjami obejmują sądy okręgowe lub apelacyjne w danym landzie. Zatrudniają one aplikantów, delegując ich następnie do różnych instytucji na odbycie staży (zwanych kolejnymi stacjami). Aplikanci praktykują kolejno w sądach, administracji publicznej, kancelarii adwokackiej, oraz w przedsiębiorstwach czy instytucjach pożytku publicznego. Po zakończeniu aplikacji, kandydaci zdają drugi egzamin państwowy; po zdaniu tego egzaminu otrzymują tytuł Volljurist, pozwalający sprawować funkcję sędziego czy wpisać się na listę adwokatów.